# All Elite Wrestling
La All Elite Wrestling, nota anche con l'acronimo AEW, è una federazione di wrestling statunitense con sede nella città di Jacksonville (Florida), fondata il 5 novembre 2018 dall'imprenditore Tony Khan e dal padre Shahid; i lottatori Matt Jackson, Nick Jackson e Kenny Omega sono i vicepresidenti esecutivi della federazione.
Il primo evento prodotto dalla All Elite Wrestling, Double or Nothing, è andato in onda in pay-per-view il 25 maggio 2019, mentre il 2 ottobre seguente è stata trasmessa, sull'emittente TNT, la prima puntata settimanale di AEW Dynamite, lo show principale della federazione, insieme ad AEW Collision, che ha avuto il suo esordio televisivo nel giugno del 2023.
Dalla sua fondazione avvenuta nel 2018, in virtù delle disponibilità economiche e di trasmissione (i suoi programmi sono trasmessi in due dei principali canali della tv via cavo statunitense), è considerata la seconda promozione di wrestling più importante degli Stati Uniti, nonché il primo effettivo concorrente della WWE dai tempi della World Championship Wrestling.

## Storia

### Premesse
Nel maggio del 2017 il giornalista Dave Meltzer commentò su Twitter di come, secondo lui, la Ring of Honor non fosse in grado di organizzare uno show con almeno 10.000 spettatori; Cody Rhodes e i fratelli Matt e Nick Jackson raccolsero la sfida di Meltzer producendo uno show indipendente intitolato All In, che si rivelò un vero successo e arrivò a vendere 11.265 biglietti.

### Fondazione

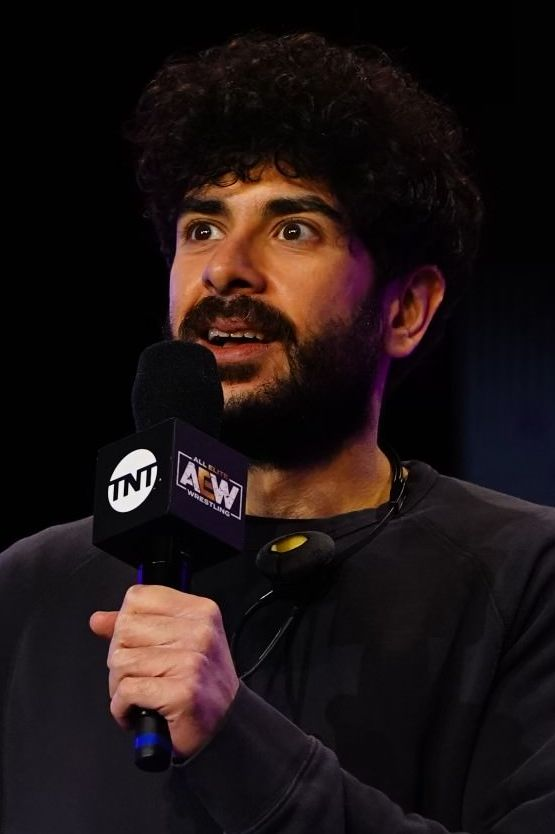
Tony Khan, presidente della AEW

Fondata ufficialmente il 5 novembre 2018 dall'imprenditore Tony Khan e dal padre Shahid, l'annuncio della nascita della All Elite Wrestling avvenne il 1º gennaio 2019 sul canale YouTube dei fratelli Jackson, che al tempo stesso affermarono di essere i primi lottatori ad aver firmato per la federazione insieme all'amico Cody Rhodes. La settimana successiva, presso il Bank Field di Jacksonville (Florida), si svolse la prima conferenza stampa, dove furono annunciati gli ingaggi di Adam Page, Britt Baker, Chris Jericho, Christopher Daniels, Frankie Kazarian, Pac e Scorpio Sky. Il mese seguente fu confermato il primo pay-per-view nella storia della federazione, Double or Nothing, svoltosi il 25 maggio alla Grand Garden Arena di Paradise (Nevada). Il 15 maggio la All Elite Wrestling e WarnerMedia siglarono un contratto valido per la trasmissione settimanale delle puntate dello show AEW Dynamite, il cui primo episodio andò in onda il 2 ottobre seguente sull'emittente TNT presso la Capital One Arena di Washington.

### Pandemia di COVID-19
Nel marzo del 2020, con l'avanzare della pandemia di COVID-19, la compagnia si trovò costretta, come molte altre federazioni, ad organizzare i propri show senza la presenza del pubblico, spostandosi in pianta stabile al Daily's Place di Jacksonville (Florida). Considerando il wrestling come elemento portante dell'economia del paese, il governatore della Florida, Ron DeSantis, concesse lo svolgimento degli show a porte chiuse fino al 20 agosto, quando fu permessa la presenza del pubblico al 10% della capienza massima per gli show televisivi e al 15% per i pay-per-view, rispettando le norme di distanziamento.

## Programmazione

### Show settimanali
A partire dal 2 ottobre 2019 va in onda lo show settimanale di punta, AEW Dynamite, ogni mercoledì sull'emittente TNT. Dal 5 gennaio 2022 Dynamite si è spostata sull'emittente TBS. Dal 13 agosto 2021 veniva trasmesso in parallelo, sempre su TNT, uno show intitolato AEW Rampage, ogni venerdì in seconda serata.
Chiude i battenti ufficialmente il 27 dicembre 2024 mandando in onda l'ultima puntata. Dal 17 giugno, va in onda su TNT AEW Collision, programma del sabato sera in diretta e dalla durata di due ore. Esistevano, fino al 2023, due spettacoli secondari, AEW Dark e AEW Dark: Elevation, che venivano trasmessi gratuitamente ogni lunedì e martedì sul canale ufficiale YouTube della compagnia.

### Pay-per-view
Gli eventi in pay-per-view furono i primi show trasmessi: la programmazione della federazione ha infatti avuto inizio il 25 maggio 2019 con Double or Nothing, seguito da All Out il 31 agosto; successivamente sono stati organizzati anche Full Gear e Revolution.

### Espansione all'estero
Il 19 febbraio 2020 la All Elite Wrestling raggiunse un accordo con la piattaforma Sky per la messa in onda di AEW Dynamite in Italia e Germania (quest'ultima solo per i pay-per-view).
Fino al 2024, in Italia gli show principali ad eccezione di Collision sono stati disponibili in televisione sui canali Sky Sport e on demand sia attraverso la piattaforma Now. Al termine dell'accordo con Sky, in Italia è visibile solo attraverso il servizio di streaming Triller TV.
Dal 2019, gli show AEW sono trasmessi nel Regno Unito e in Irlanda da ITV, mentre in Germania e in Francia i diritti di trasmissione degli show sono mutuati dall'accordo statunitense con Warner Bros. Discovery: in Germania vengono trasmessi su DMAX. Precedentemente, Warner Bros. Discovery trasmise gli show sia in Spagna (solo Battle of the Belts) che in Polonia (Dynamite, Rampage). In India, gli show e i pay-per-view vengono trasmessi da Eurosport.
In Canada gli show vengono trasmessi da TSN (fino al 2022 anche in lingua francese, attraverso la gemella RDS).
Nel 2023, DAZN ha trasmesso gli show in mercati euro-asiatici selezionati (fra cui Scandinavia, Portogallo, Polonia, Romania, Grecia, Turchia, Ucraina, Georgia ed ex-Jugoslavia), mentre dalla seconda metà del 2022 STARZPLAY trasmette gli show e i pay-per-view nel mercato arabofono.
Fino al 2022, tenendo fede all'accordo di trasmissione statunitense, gli show venivano trasmessi in tutta l'America Latina (paesi ispanofoni e Brasile) attraverso il canale Space. Nel 2023, nel suddetto territorio, ad eccezione del Brasile, è stato trasmesso trasmesso attraverso la piattaforma ViX, di proprietà di Televisa-Univision (in Messico è anche trasmesso da TUDN, sempre parte del già citato gruppo mediatico). Attualmente è trasmesso da Fox Sports Mexico.
Dal 2023, ESPN trasmette gli show in Australia e Nuova Zelanda, mentre in Malesia vengono trasmessi da SPOTV.
Dal 2022, NJPW World, il servizio streaming della New Japan Pro-Wrestling, trasmette gli show con commento in lingua giapponese.
Nei mercati ove l'AEW non è presente né a livello televisivo, né attraverso provider streaming locali o regionali, è possibile guardarla attraverso Triller TV attraverso l'abbonamento dedicato AEW Plus. In alcuni dei mercati coperti da accordi è possibile guardarla attraverso questa piattaforma, seppur si possano incontrare alcune limitazioni, come l'indisponibilità dei pay-per-view o un embargo bisettimanale.

## Campioni

### Titoli
| Titolo                          | Campione/i                                      | Data             | Evento                    | Note   |
| ------------------------------- | ----------------------------------------------- | ---------------- | ------------------------- | ------ |
| AEW World Championship          | Adam Page                                       | 12 luglio 2025   | All In: Texas             | [ 24 ] |
| AEW Women's World Championship  | Toni Storm                                      | 15 febbraio 2025 | AEW Grand Slam: Australia | [ 25 ] |
| AEW TNT Championship            | Kyle Fletcher                                   | 31 luglio 2025   | Collision                 | [ 26 ] |
| AEW Unified Championship        | Kazuchika Okada                                 | 12 luglio 2025   | All In: Texas             | [ 27 ] |
| AEW International Championship  | Kazuchika Okada                                 | 12 luglio 2025   | All In: Texas             | [ 28 ] |
| AEW Continental Championship    | Kazuchika Okada                                 | 20 marzo 2024    | Dynamite                  | [ 29 ] |
| AEW TBS Championship            | Mercedes Moné                                   | 26 maggio 2024   | Double or Nothing         | [ 30 ] |
| AEW World Tag Team Championship | Hurt Syndacate                                  | 22 gennaio 2025  | Dynamite                  | [ 31 ] |
| AEW World Trios Championship    | Samoa Joe, Powerhouse Hobbs e Katsuyori Shibata | 16 aprile 2025   | Dynamite                  | [ 32 ] |

## Altri media
La All Elite Wrestling ha fondato nel 2020 un'azienda dedita allo sviluppo di videogiochi, denominata AEW Games, per la produzione di due diversi titoli per smartphone: AEW Casino e AEW Elite GM; il 29 giugno 2023 è uscito AEW Fight Forever, un videogioco per console in collaborazione con Yuke's.